# Valderrebollo
Valderrebollo – gmina w Hiszpanii, w prowincji Guadalajara, w Kastylii-La Mancha, o powierzchni 14,61 km². W 2011 roku gmina liczyła 40 mieszkańców.